# 3709 Polypoites
3709 Polypoites је Јупитеров тројански астероид са пречником од приближно 99,09 .
Афел астероида је на удаљености од 5,588 астрономских јединица (АЈ) од Сунца, а перихел на 4,926 АЈ.
Ексцентрицитет орбите износи 0,062, инклинација (нагиб) орбите у односу на раван еклиптике 19,613 степени, а орбитални период износи 4402,667 дана (12,053 године).
Апсолутна магнитуда астероида је 9,00 а геометријски албедо 0,045.
Астероид је откривен 14. октобра 1985. године.